# Shohei Ono
Shohei Ono (大野将平, Ōno Shōhei; Yamaguchi, 3 februari 1992) is een Japans judoka. Hij was heersend olympisch kampioen in de klasse -73 kg op Tokio 2021. Naast een gouden medaille tijdens de Olympische Zomerspelen 2016 behaalde hij eerder al zilver op de Aziatische kampioenschappen judo 2012 in Tasjkent en goud op de Wereldkampioenschappen judo 2013 in het Ginásio do Maracanãzinho, ook in Rio de Janeiro en ook goud op de Wereldkampioenschappen judo 2015 in Astana. 